# クロノビタキ
クロノビタキ(学名：Saxicola caprata) は、スズメ目ヒタキ科に分類される鳥類の一種である。